# Kire Markoski
Kire Markoski (in macedone Кире Маркоски?; Ocrida, 20 febbraio 1995) è un calciatore macedone, attaccante del Makedonija G.P..

## Carriera

### Club
Ha giocato nella massima serie del campionato macedone con il Rabotnički, oltre che nella prima divisione cipriota ed in quella slovacca.

### Nazionale
Il 18 giugno 2014 esordisce con la nazionale maggiore nell'amichevole contro la Cina persa per 2-0.
Nel 2017 ha partecipato agli Europei Under-21.

## Palmarès

### Club

#### Competizioni nazionali
- Coppa di Macedonia: 2

Rabotnički: 2013-2014, 2014-2015
- Campionato macedone: 1

Rabotnički: 2013-2014
- Coppa di Slovacchia: 1

Spartak Trnava: 2018-2019